# Chaudeney-sur-Moselle
Pour les articles ayant des titres homophones, voir Chaudenay et Moselle.
Chaudeney-sur-Moselle est une commune française située dans le département de Meurthe-et-Moselle, en Lorraine, dans la région administrative Grand Est.

## Géographie
L'altitude moyenne de Chaudeney-sur-Moselle est de 223 mètres environ. Le ban communal, d'une superficie de 834 hectares, qui suit au sud le tracé de la rivière Moselle, s'étend sur un relief qui s'élève d'ouest en est à près de 4,8 % (vers la commune de Villey-le-Sec). Le cours de la Moselle, qui est le seul réseau d'eau de surface arrosant le territoire, ferme son espace à l'ouest (zonage AC), un massif forestier partagé avec les communes voisines constitue sa limite à l'est et au nord (zonage cadastral OD).
D'après les données Corinne Land Cover, la surface boisée du territoire communal représente 43 % de sa surface totale, le village 7,5 %, les zones industrielles ou commerciales de 2 à 2,6 %.
La liaison routière Nancy-Toul (nationale 4 - A31) a pris place dans la vallée (lit majeur) au-dessous du village.

### Communes limitrophes
| Toul      | Dommartin-les-Toul    | Villey-le-Sec     |
| Toul      | Chaudeney-sur-Moselle | Villey-le-Sec     |
| Bicqueley | Pierre-la-Treiche     | Pierre-la-Treiche |

### Hydrographie
La commune est dans le bassin versant du Rhin, au sein du bassin Rhin-Meuse. Elle est drainée par la Moselle, la Moselle canalisée, le canal de jonction et le ruisseau de la Queue,.
La Moselle, d'une longueur totale de 560 kilomètres dont 314 kilomètres en France, prend sa source dans le massif des Vosges au col de Bussang et se jette dans le Rhin à Coblence en Allemagne. Les caractéristiques hydrologiques de la Moselle sont données par la station hydrologique située sur la commune de Toul. Le débit moyen mensuel est de 62,3 m3/s. Le débit moyen journalier maximum est de 1 110 m3/s, atteint lors de la crue du 10 avril 1983. Le débit instantané maximal est quant à lui de 1 190 m3/s, atteint le même jour.
La Moselle canalisée est un canal, chenal non navigable de 135 km qui relie la commune de Dieulouard à celle de Kœnigsmacker où il se jette dans la Moselle. 

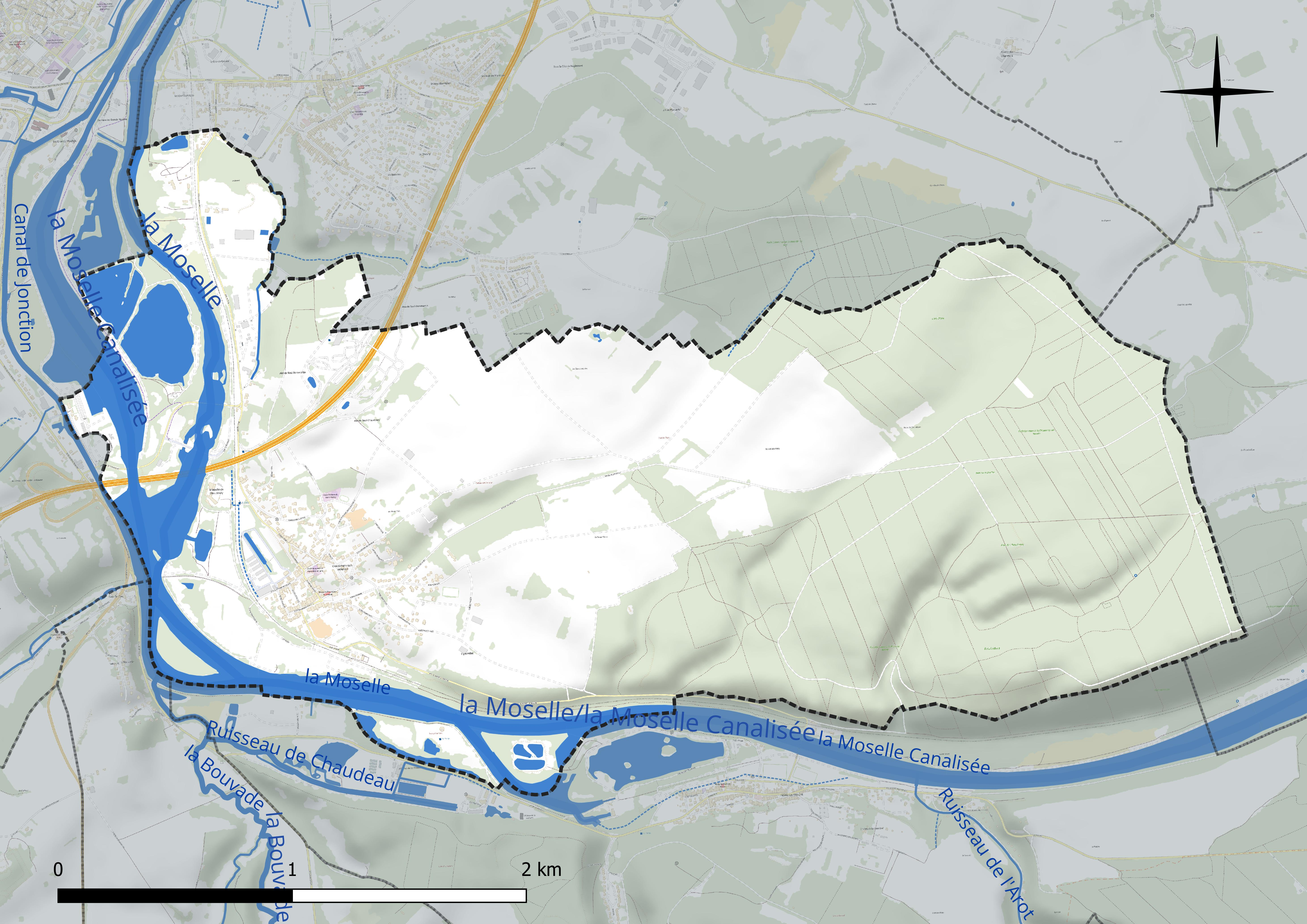
Réseau hydrographique de Chaudeney-sur-Moselle.

### Climat
Pour des articles plus généraux, voir Climat du Grand Est et Climat de Meurthe-et-Moselle.
En 2010, le climat de la commune est de type climat des marges montargnardes, selon une étude du Centre national de la recherche scientifique s'appuyant sur une série de données couvrant la période 1971-2000. En 2020, Météo-France publie une typologie des climats de la France métropolitaine dans laquelle la commune est dans une zone de transition entre le climat océanique altéré et le climat océanique altéré et est dans la région climatique  Lorraine, plateau de Langres, Morvan, caractérisée par un hiver rude (1,5 °C), des vents modérés et des brouillards fréquents en automne et hiver. 
Pour la période 1971-2000, la température annuelle moyenne est de 9,8 °C, avec une amplitude thermique annuelle de 16,6 °C. Le cumul annuel moyen de précipitations est de 836 mm, avec 12,5 jours de précipitations en janvier et 9,2 jours en juillet. Pour la période 1991-2020, la température moyenne annuelle observée sur la station météorologique de Météo-France la plus proche, « Nancy-Ochey », sur la commune d'Ochey à 8 km à vol d'oiseau, est de 10,5 °C et le cumul annuel moyen de précipitations est de 810,4 mm. 
La température maximale relevée sur cette station est de 39,6 °C, atteinte le 25 juillet 2019 ; la température minimale est de −19,1 °C, atteinte le 12 janvier 1987,,. 
Les paramètres climatiques de la commune ont été estimés pour le milieu du siècle (2041-2070) selon différents scénarios d'émission de gaz à effet de serre à partir des nouvelles projections climatiques de référence DRIAS-2020. Ils sont consultables sur un site dédié publié par Météo-France en novembre 2022.

## Urbanisme

### Typologie
Au 1er janvier 2024, Chaudeney-sur-Moselle est catégorisée ceinture urbaine, selon la nouvelle grille communale de densité à sept niveaux définie par l'Insee en 2022.
Elle appartient à l'unité urbaine de Toul, une agglomération intra-départementale regroupant quatre  communes, dont elle est une commune de la banlieue,,. Par ailleurs la commune fait partie de l'aire d'attraction de Nancy, dont elle est une commune de la couronne,. Cette aire, qui regroupe 353 communes, est catégorisée dans les aires de 200 000 à moins de 700 000 habitants,.

### Occupation des sols
L'occupation des sols de la commune, telle qu'elle ressort de la base de données européenne d’occupation biophysique des sols Corine Land Cover (CLC), est marquée par l'importance des forêts et milieux semi-naturels (43 % en 2018), en diminution par rapport à 1990 (45,5 %). La répartition détaillée en 2018 est la suivante : forêts (43 %), prairies (13,8 %), terres arables (11,8 %), eaux continentales (11,5 %), zones urbanisées (8,7 %), zones agricoles hétérogènes (5,2 %), zones industrielles ou commerciales et réseaux de communication (3 %), cultures permanentes (3 %). L'évolution de l’occupation des sols de la commune et de ses infrastructures peut être observée sur les différentes représentations cartographiques du territoire : la carte de Cassini (XVIIIe siècle), la carte d'état-major (1820-1866) et les cartes ou photos aériennes de l'IGN pour la période actuelle (1950 à aujourd'hui).

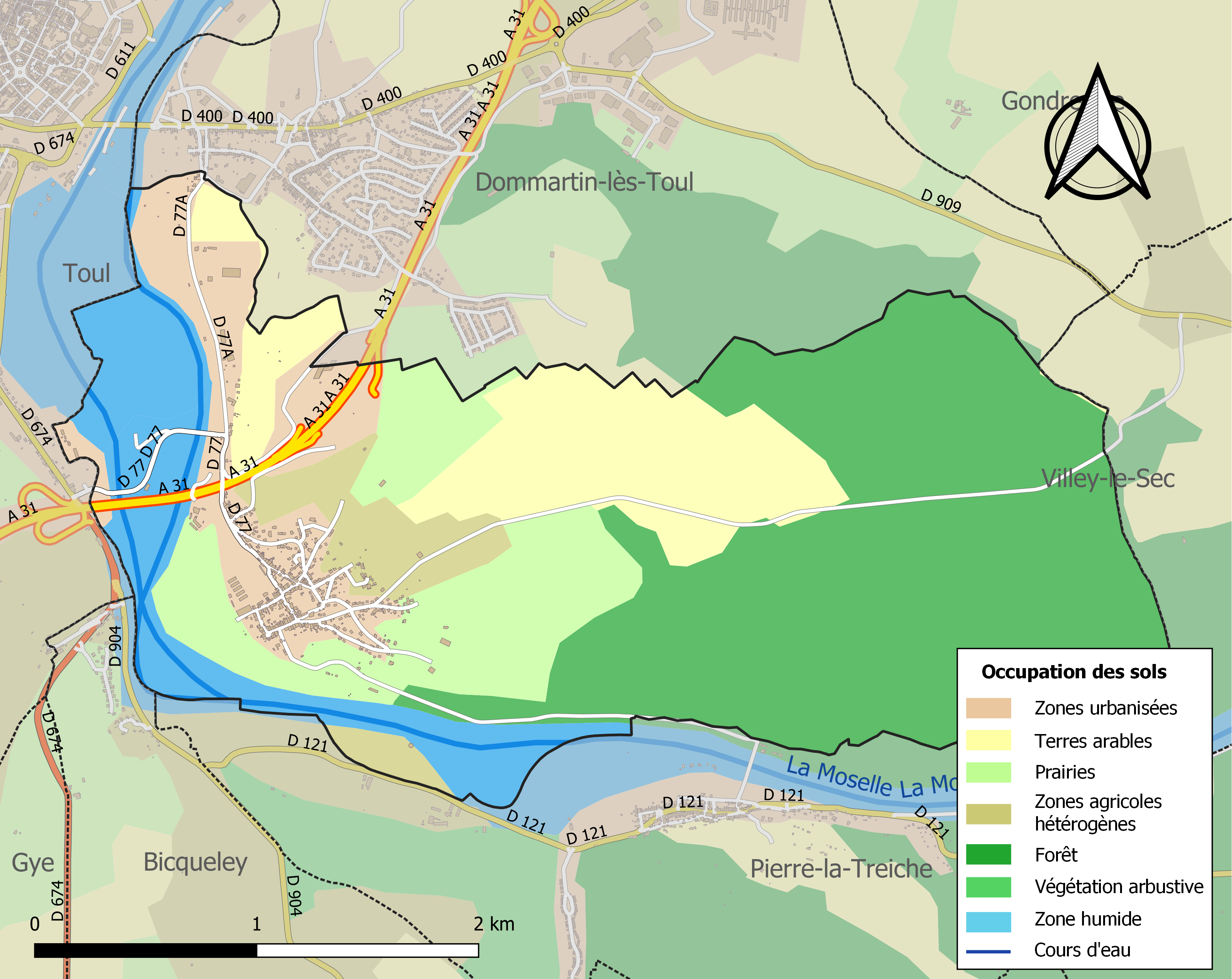
Carte des infrastructures et de l'occupation des sols de la commune en 2018 (CLC).

## Toponymie
Cadiniacum (870), Caldiniacum (883), Caldeniacum (1105), Chaudenay-sur-Moselle (1612) et Chodeney (1756), telles sont les graphies présentes dans le dictionnaire topographique d'Henri Lepage.

Ce dictionnaire cite également :
« Folie (La), éc. c de Chaudeney. et Moselli, chât. c de Chaudeney, appartenant autrefois aux évêques de Toul. ainsi que Trous de Sainte-Reine (Les), grottes souterraines sur la rive droite de la Moselle, c de Chaudeney. »
Le toponyme est formé de l'anthroponyme latin Caldinius et du suffixe gallo-romain -acum, formation typique de l'Antiquité tardive et de l'époque mérovingienne. Il apparaît sous la forme Caldiniaco en 869 ou 870 ; la localisation « sur-Moselle » est ajoutée le 2 mars 1929.
« À Chaudeney-sur-Moselle, se trouve la fontaine Sainte-Walburge (Valburge) à laquelle on attribuait des propriétés médicinales, en particulier de guérir les maux de tête ».
 (Il subsiste une rue portant ce nom au-dessus du village)
« Au lieu-dit le moulin se tenait un lieu pour le traitement du blé. La commune partage avec Toul un écart dit Valcourt  (VALCOURT, hameau. et chapelle, cne de Bicqueley (?) ; vill. détruit ; hôpital et léproserie » (H. LEPAGE).

## Histoire

### Présences paléolithique et protohistorique,
« Lors de la construction de la redoute de Chaudeney, en 1875, on découvrit, sous 0,80 m de terre, quatre bracelets de bronze et une épingle, au milieu de débris de bois et de charbons (F. Barthélemy). »

Témoignages (Musée de Toul)
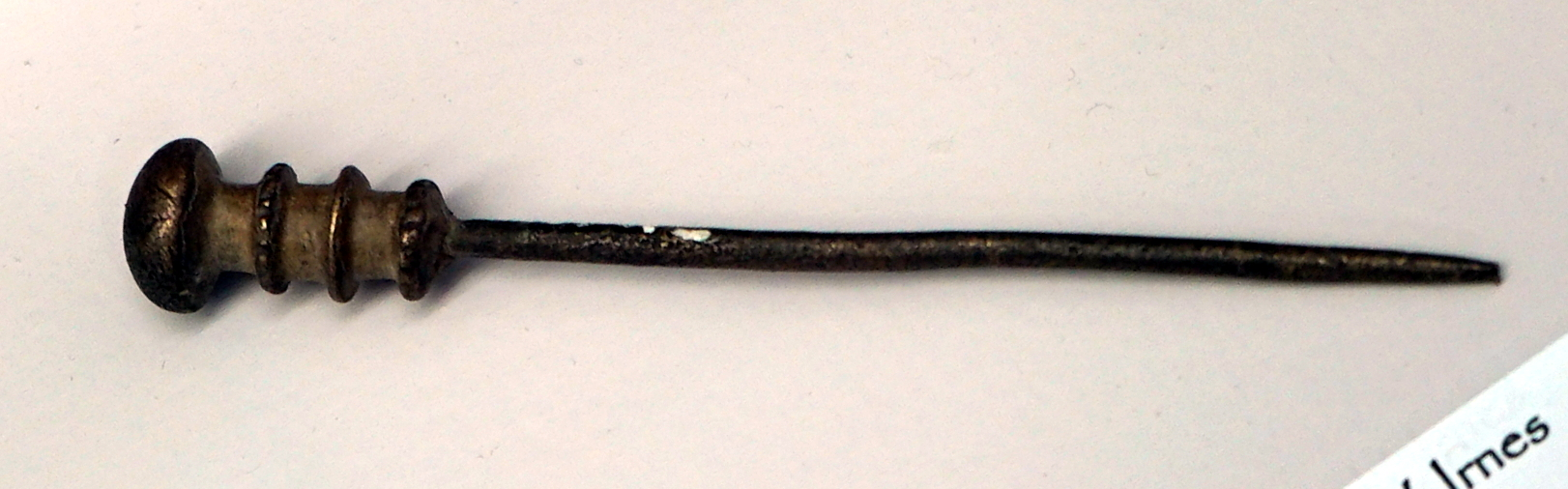
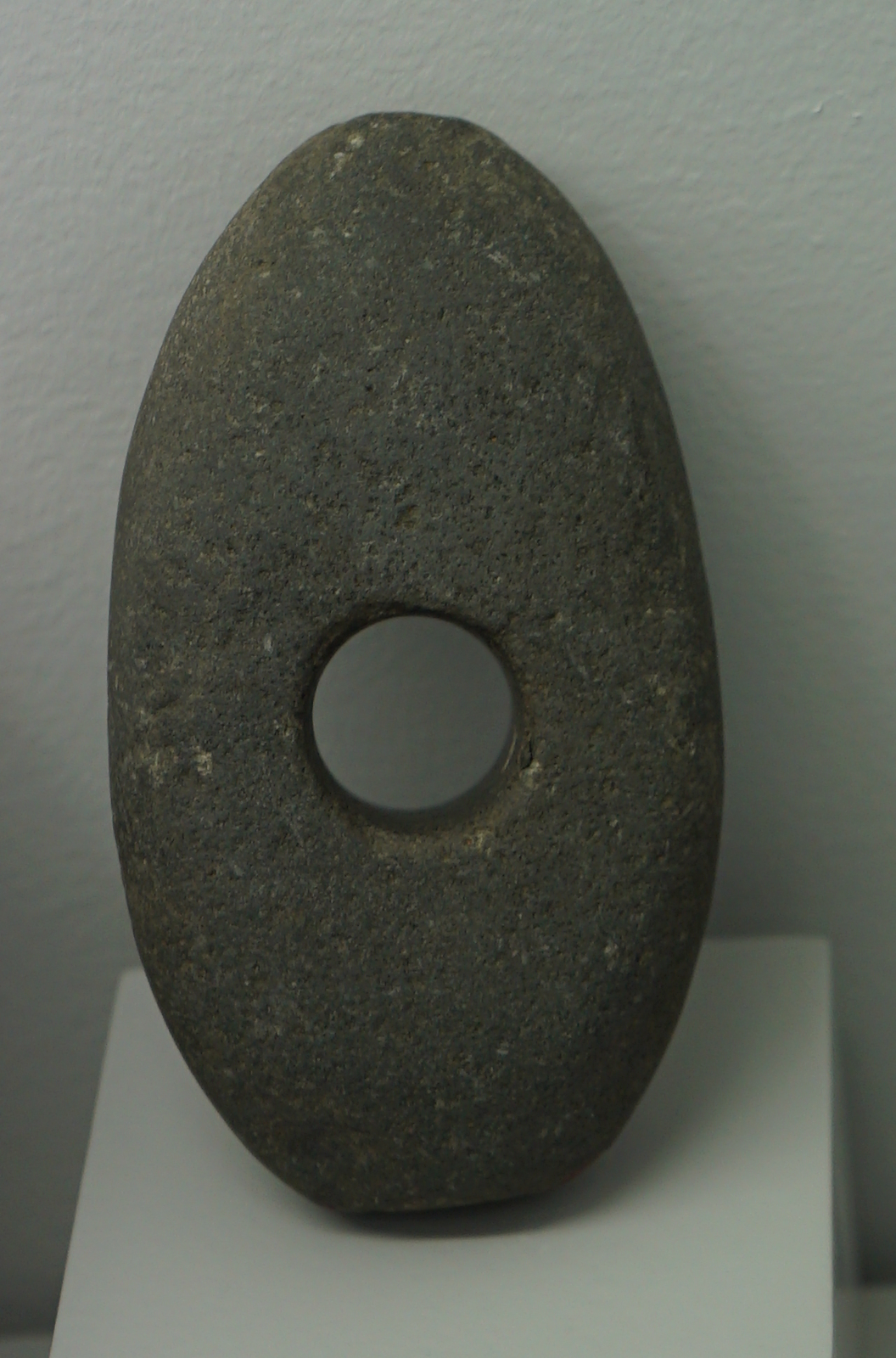

La datation de cette sépulture correspondrait au Halstatt final, d’après l'article de la Carte archéologique de Gaule, département 54. La redoute de Chaudeney se trouve dans les faits, sur le ban de la commune voisine de Villey-le-Sec.En 1900, dans le bois communal, ont été découverts deux tumulus fouillés en 1904. Ces découvertes relatées par Jules Beaupré sont aujourd’hui mises en relation avec des habitats de plateau antérieurs à la conquête romaine de la Gaule, comme correspondant à des restes de nécropoles liées à ces occupations.

### Des traces d'occupations pendant la période romaine ont été mises en évidence,
Avec la paix romaine en Gaule et l'accroissement relatif de sécurité qu'elle apporta, les habitants on délaissé les habitats de plateaux pour profiter des commodités de la plaine et notamment des voies de communication aménagées ou naturelles car elles permettaient le transport de pondéreux plus aisément que les routes. Le trafic devait être assez dense sur la Moselle et la Meurthe, voire sur des cours d'eau plus petits comme le Madon. On peut voir au musée de Toul une barque fort bien conservée qui fut trouvée à Chaudeney-sur-Moselle. Taillée d'une pièce dans le tronc d'un chêne, elle date du Ier-IIe siècle ap. J.-C.
«Le Musée de Toul présente une pirogue monoxyle découverte dans les alluvions de la Moselle au faubourg Valcourt, datée du milieu du IIe siècle après Jésus-Christ.»
 Les dragages de la Moselle, à hauteur de la commune ont également permis la mise au jour d'unestèle-maison et la partie inférieure d'une stèle à un personnage, pieds nus, derrière lequel est un animal (dont les archéologue estiment qu'il pourrait s'agir d'un petit cerf  ?) agenouillé.

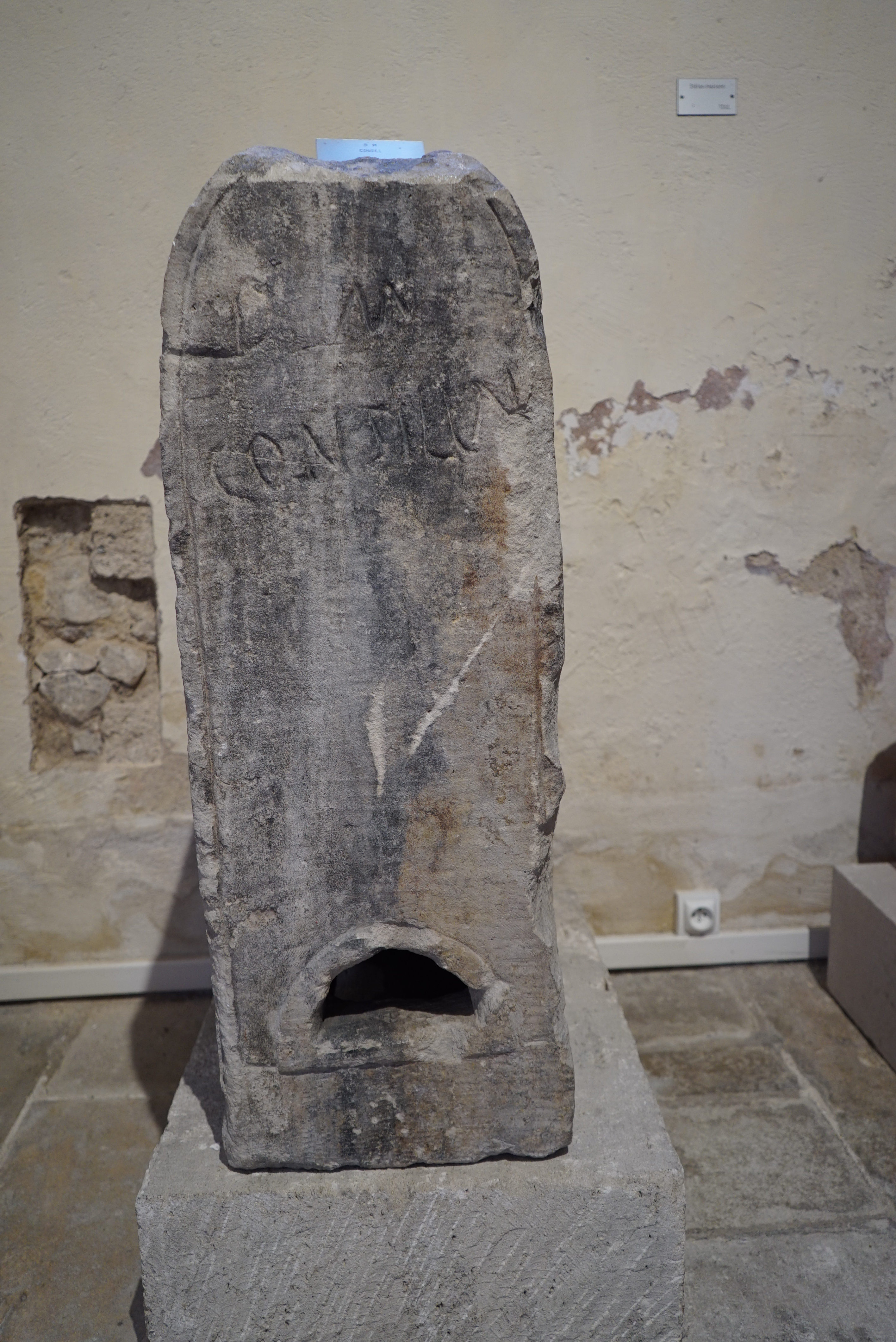
Stèle-maison - Epigraphie "DM CONSILIUM".

«....Le musée de Toul présente un dépôt exceptionnel, qui fut mis au jour en 1997 à Chaudeney-sur-Moselle. Il date de la fin du IIIe s. ou du début du IVe... L'ensemble, dont les pièces ont été restaurées par le laboratoire d'archéologie des métaux de Jarville, comprend deux chaudrons, deux bassins circulaires, un bassin à déversoir, une passoire à vin, une assiette plaquée d'argent et trois petites coupes. Tous ces objets sont façonnés dans un alliage de cuivre... » (in archéographe).

### La commune faisait partie de l'évêché de Toul
Après l'écroulement de l'Empire romain, le transfert du pouvoir d'une bureaucratie centrale impériale à des autorités plus locales est à la fois progressif et presque imperceptible par le citoyen moyen, les francs venus de l'Est prenant progressivement leur place, leur passage étant attesté déjà par leurs nécropoles dont certaines ont été mises en évidence si ce n'est sur le territoire de Chaudeney en tout cas très proche. (cf nécropole de Foug, la savonnière à 15 km et Pierre-la-Treiche, commune voisine, lieu-dit Champ du cercueil).
Les seigneurs issus de ces invasions barbares et les évêques de Toul se sont octroyés une partie les richesses produites par les communes, notamment par le biais des taxes, dîmes et autres impôts, en échange de leur protection. La commune est citée dans les premières chartes médiévales comme dépendant de Toul, notamment  dans la confirmation des biens de l'abbaye de Saint-Epvre de Toul, par Charles le Chauve, en 870. Le village est, par ailleurs  appelé Caldeniucum dans une lettre de Pibon (1105), évêque de Toul, en faveur de l'église Saint-Gengoult de la même ville ; il y est dit qu'un chanoine de cette église, nommé Renaud, lui avait donné un moulin sur la Moselle, près de Chaudeney (supra Mosellam juxta Caldeniacum molendinum unum cum sesso et vinea). Ce moulin est mentionné sur une carte ancienne (1656) au lieu-dit actuel le Moulin et la traduction du texte de Dom Calmet nous apprend qu'il s'ajoutait une famille de meuniers (sesso) et une parcelle de vigne (vinea) dans la donation.
L'église a été reconstruite en 1735 ou 1765, le village comptait alors 40 feux, ce qui pourrait correspondre à 160 habitants environ.
À l'écart du village se trouve le château de Moselly, qui de maison-forte des évêques de Toul, est devenu maison de plaisance, puis établissement industriel.

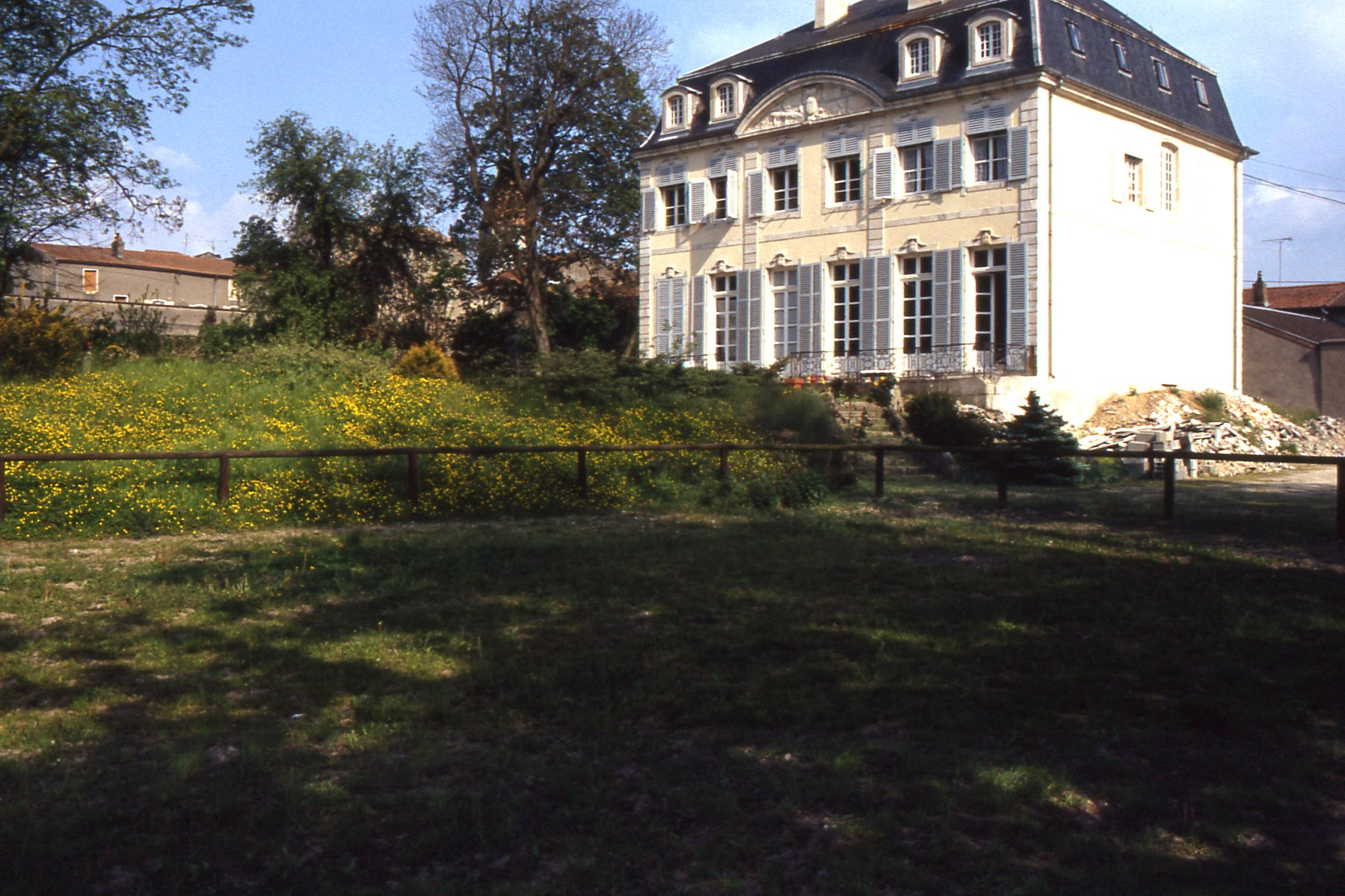

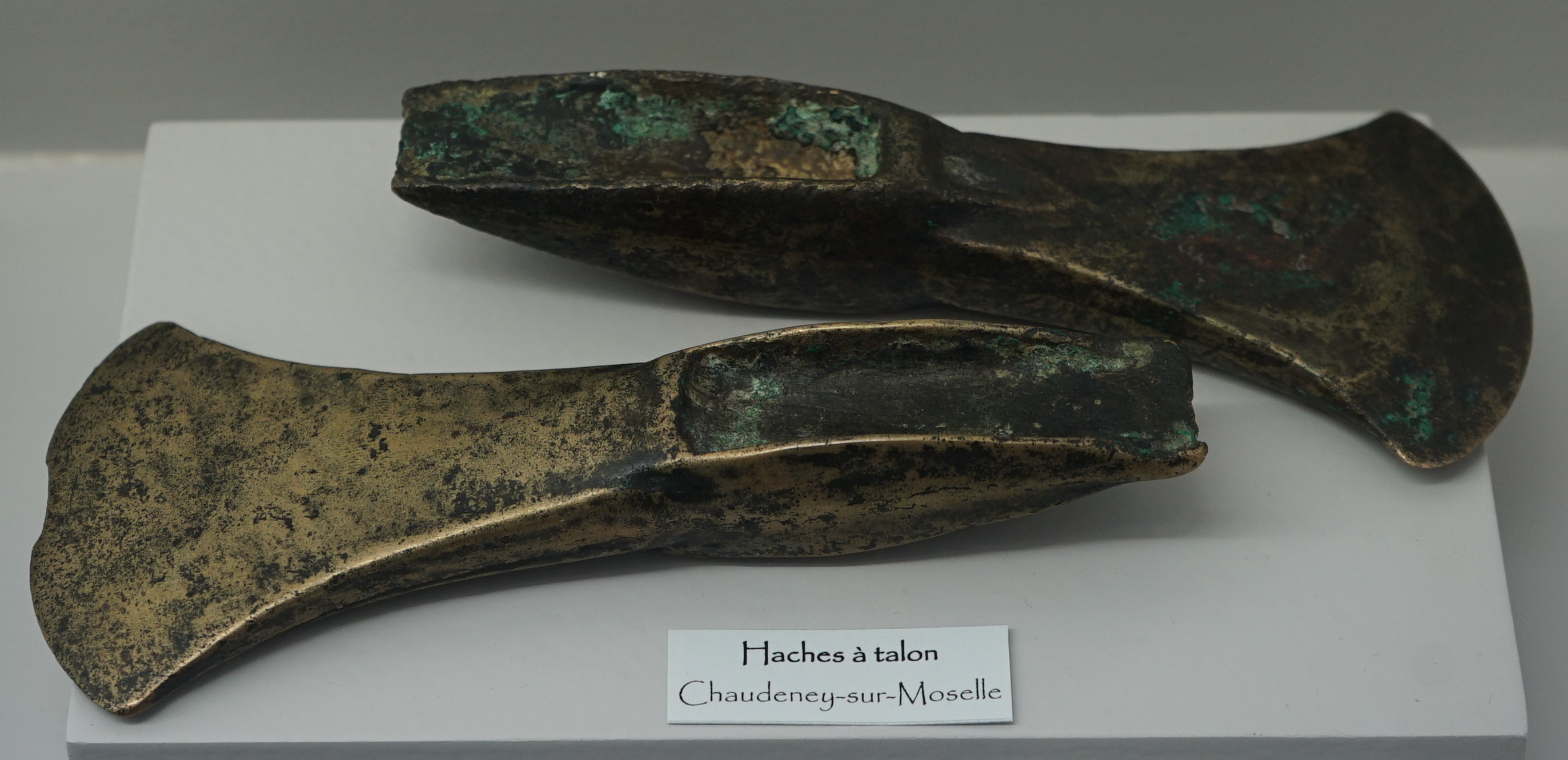
Haches de l'âge du bronze et une...
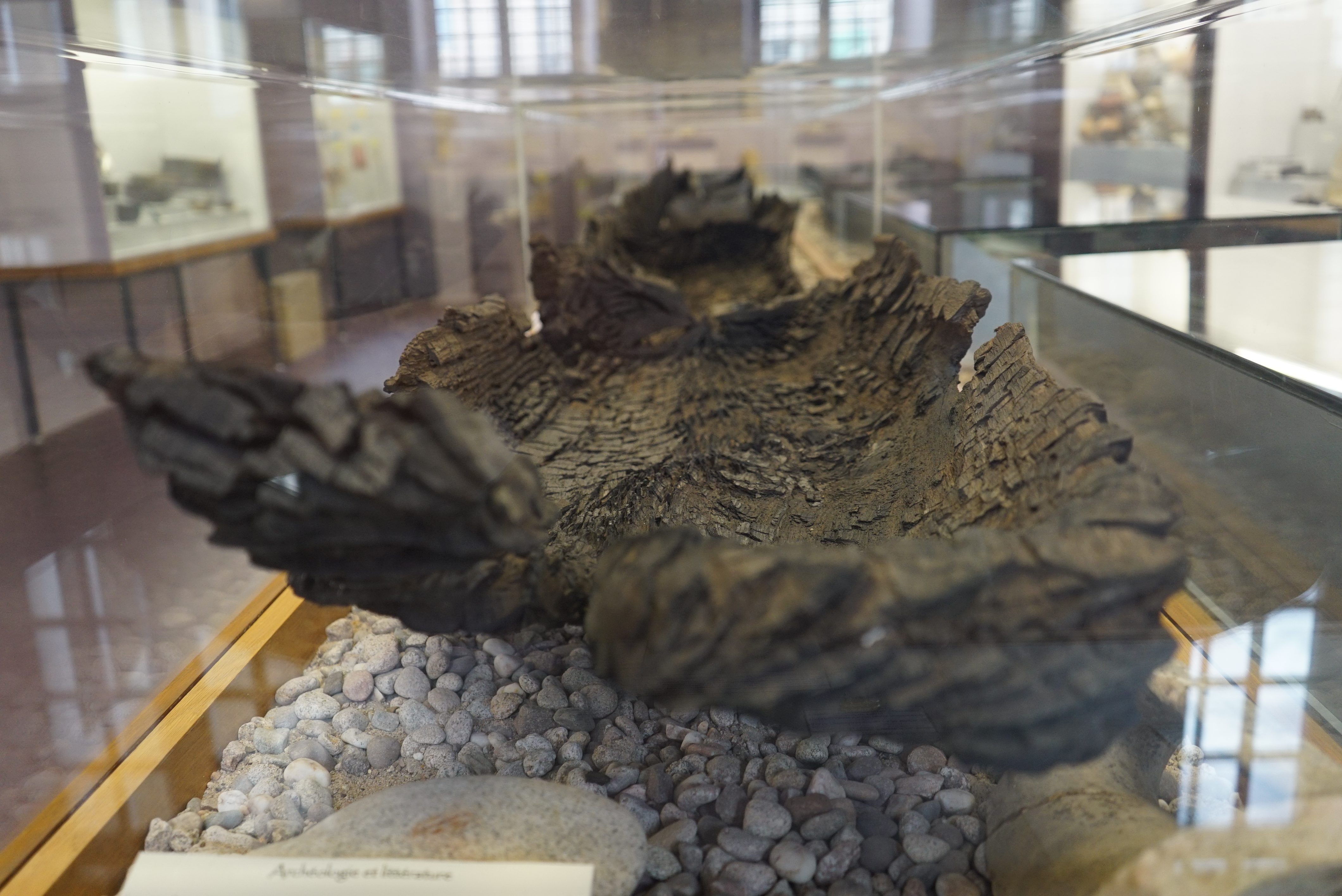
pirogue du IIe siècle, Musée d'art et d'histoire de Toul.

## Politique et administration
| Période                                  | Période                   | Identité                                        | Étiquette | Qualité                             |
| ---------------------------------------- | ------------------------- | ----------------------------------------------- | --------- | ----------------------------------- |
| Les données manquantes sont à compléter. |                           |                                                 |           |                                     |
| avant 1981                               | ?                         | Louis Tilly                                     |           |                                     |
| mars 2001                                | mars 2014                 | Pierre Javelle                                  |           |                                     |
| mars 2014                                | En cours (au 26 mai 2020) | Emmanuel Payeur, Réélu pour le mandat 2020-2026 |           | Professeur, profession scientifique |

## Démographie
Au 1er janvier 2014 la population est de 709 habitants
L'évolution du nombre d'habitants est connue à travers les recensements de la population effectués dans la commune depuis 1793. Pour les communes de moins de 10 000 habitants, une enquête de recensement portant sur toute la population est réalisée tous les cinq ans, les populations de référence des années intermédiaires étant quant à elles estimées par interpolation ou extrapolation. Pour la commune, le premier recensement exhaustif entrant dans le cadre du nouveau dispositif a été réalisé en 2004.

En 2022, la commune comptait 730 habitants, en évolution de +3,69 % par rapport à 2016 (Meurthe-et-Moselle : −0,13 %, France hors Mayotte : +2,11 %).
| 1793 | 1800 | 1806 | 1821 | 1831 | 1836 | 1841 | 1846 | 1851 |
| ---- | ---- | ---- | ---- | ---- | ---- | ---- | ---- | ---- |
| 265  | 276  | 315  | 358  | 360  | 410  | 413  | 435  | 444  |

| 1856 | 1861 | 1872 | 1876 | 1881 | 1886 | 1891 | 1896 | 1901 |
| ---- | ---- | ---- | ---- | ---- | ---- | ---- | ---- | ---- |
| 430  | 433  | 418  | 461  | 339  | 442  | 520  | 451  | 416  |

| 1906 | 1911 | 1921 | 1926 | 1931 | 1936 | 1946 | 1954 | 1962 |
| ---- | ---- | ---- | ---- | ---- | ---- | ---- | ---- | ---- |
| 468  | 488  | 444  | 431  | 466  | 490  | 423  | 440  | 477  |

| 1968 | 1975 | 1982 | 1990 | 1999 | 2004 | 2006 | 2009 | 2014 |
| ---- | ---- | ---- | ---- | ---- | ---- | ---- | ---- | ---- |
| 419  | 526  | 530  | 623  | 661  | 672  | 676  | 688  | 709  |

| 2019 | 2022 | - | - | - | - | - | - | - |
| ---- | ---- | - | - | - | - | - | - | - |
| 729  | 730  | - | - | - | - | - | - | - |

## Économie
L'abbé E. Grosse indique dans son Dictionnaire de la Meurthe que la commune de Chaudeney comprenait au milieu du XIXe siècle environ 10 % de ses terres (80 hectares) en culture de vignes dont il qualifie la production de passable. À peu près 250 hectares étaient alors en prés et autant en terres arables.

### Secteur primaire ouAgriculture
Le secteur primaire comprend, outre les exploitations agricoles et les élevages, les établissements liés à l’exploitation de la forêt et les pêcheurs.
D'après le recensement agricole 2010 du Ministère de l'agriculture (Agreste), la commune de Chaudeney-sur-Moselle était majoritairement orientée sur la polyculture et le poly - élevage (auparavant même production) sur une surface agricole utilisée d'environ 59 hectares (inférieure à la surface cultivable communale) en baisse significative depuis 1988 - Le cheptel en unité de gros bétail s'est fortement réduit de 583 à 45 entre 1988 et 2010. Il n'y avait plus que 3 (15 auparavant) exploitations agricoles ayant leur siège dans la commune employant 2 unités de travail (20 auparavant).
En 2015, une cinquantaine d'emplois salariés dans les autres domaines (secondaire et tertiaire) étaient raccrochés à la commune, selon les statistiques nationales.

### CEN T1 - Établissements actifs par secteur d'activité au 31 décembre 2015
|                                                              | Total | %     | 0 salarié | 1 à 9 salarié(s) | 10 à 19 salariés | 20 à 49 salariés | 50 salariés ou plus |
| ------------------------------------------------------------ | ----- | ----- | --------- | ---------------- | ---------------- | ---------------- | ------------------- |
| Ensemble                                                     | 50    | 100,0 | 42        | 5                | 0                | 2                | 1                   |
| Agriculture, sylviculture et pêche                           | 1     | 2,0   | 1         | 0                | 0                | 0                | 0                   |
| Industrie                                                    | 6     | 12,0  | 4         | 1                | 0                | 1                | 0                   |
| Construction                                                 | 11    | 22,0  | 10        | 0                | 0                | 0                | 1                   |
| Commerce, transports, services divers                        | 28    | 56,0  | 26        | 1                | 0                | 1                | 0                   |
| dont commerce et réparation automobile                       | 10    | 20,0  | 10        | 0                | 0                | 0                | 0                   |
| Administration publique, enseignement, santé, action sociale | 4     | 8,0   | 1         | 3                | 0                | 0                | 0                   |

- Champ : ensemble des activités.
- Source : Insee, CLAP en géographie au 01/01/2015.

## Culture locale et patrimoine

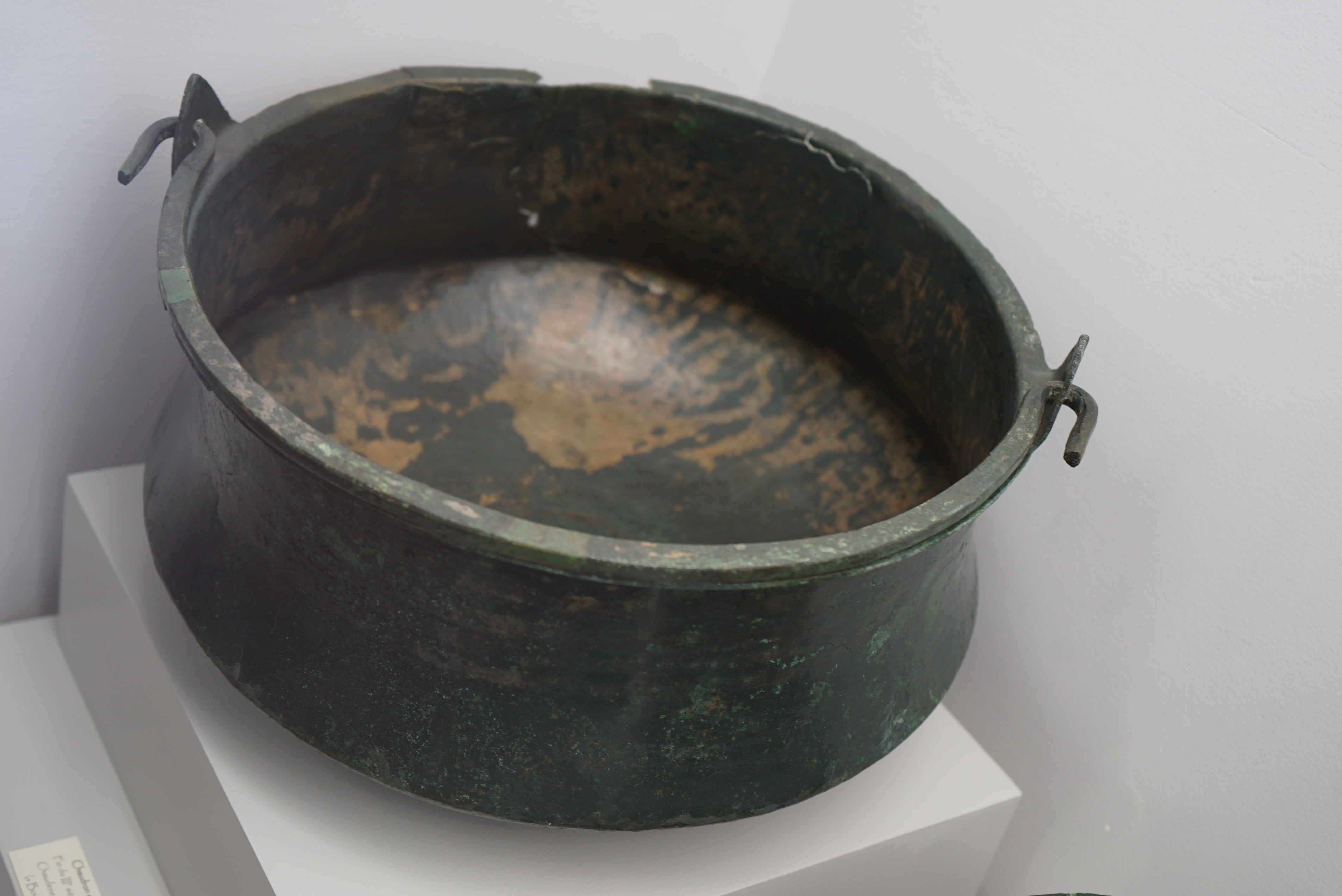
Le trésor
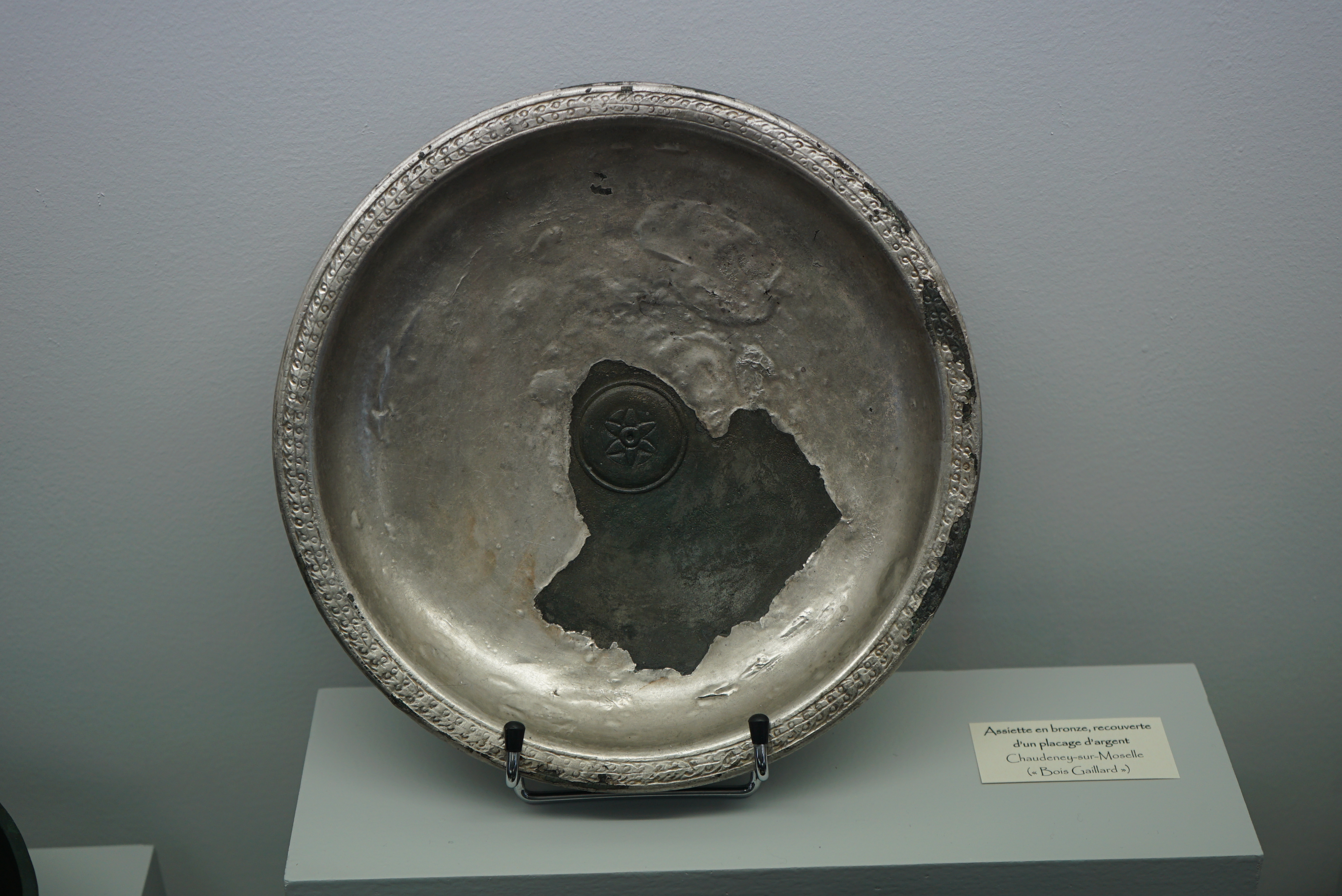
de Chaudeney
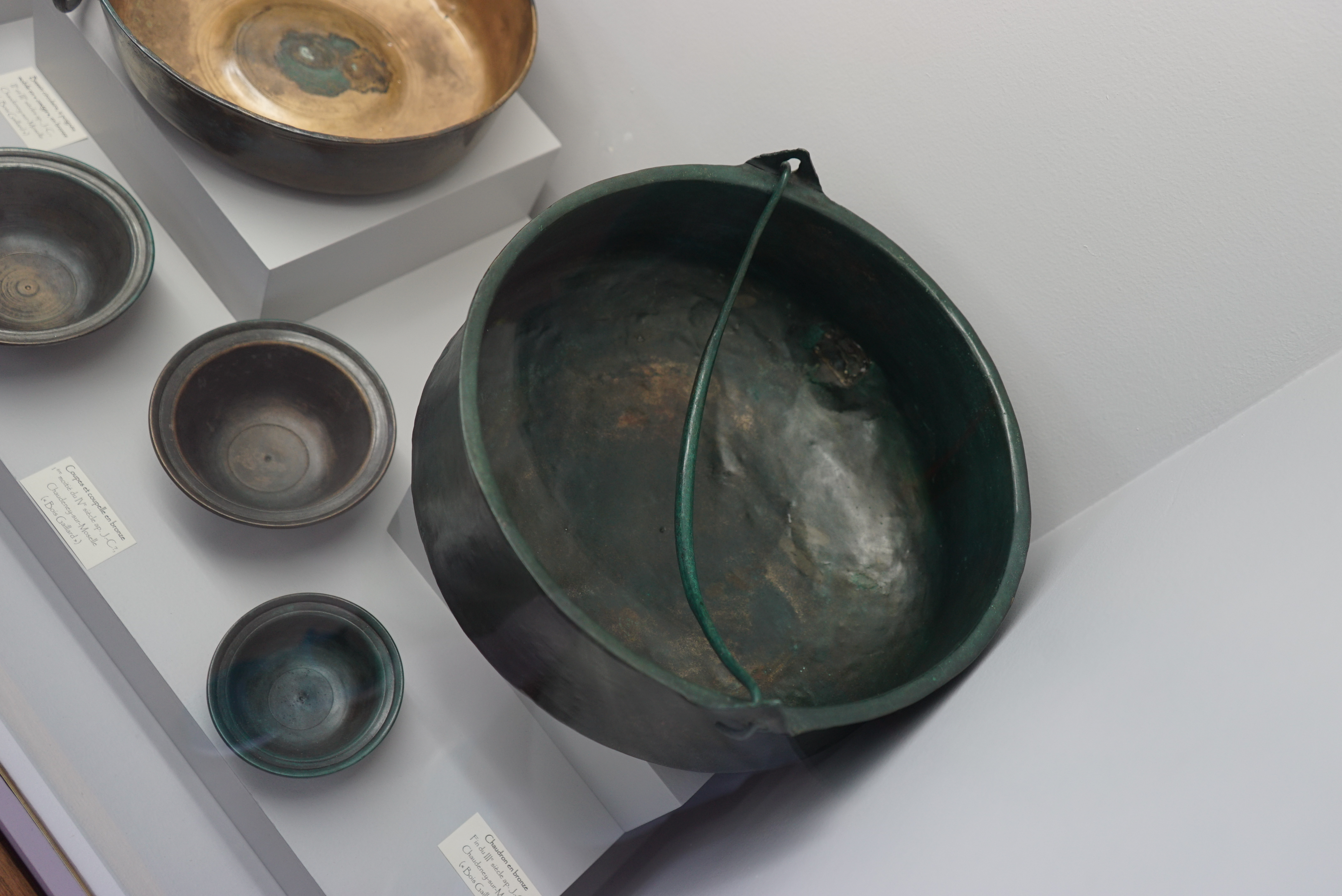
au Musée de Toul.

### Lieux et monuments
- Château 1760, restauré, résidence d'été des évêques de Toul construit par Nicolas Pierson, architecte du palais épiscopal de Toul, le château fut appelé par l'évêque, monseigneur Claude Drouas de Boussey, château Moselli (évocation de la rivière), ce pseudonyme fut pris par Émile Chenin, romancier du Toulois. Cela permit à monseigneur Drouas de Boussey, connu pour sa bonté, de soulager un peu la misère de nombre de paysans ayant souffert des mauvaises récoltes de cette année en leur donnant un travail.
- Église Sainte-Walburge reconstruite en [réf. souhaitée]1765[45].
- Croix en pierre ogivale, dans l'ancien cimetière.

### Personnalités liées à la commune
- Claude Drouas de Boussey (1712-1773), évêque de Toul qui a fait édifier le château Moselli afin de fixer les évêques dans leur diocèse et de procurer du travail aux démunis lors d'une grande disette.
- Émile Moselly (1870-1918), écrivain français, prix Goncourt 1907 pour Jean des Brebis ou le Livre de la misère, inhumé dans le village d'où est originaire sa famille.
- Maurice Carême (1899-1978)[46], écrivain et poète belge, venu composer sous le Marronnier de Sully[47].

### Héraldique, logotype et devise
| Blason de Chaudeney-sur-Moselle | Blason  | D'argent à la bande de gueules chargée de trois cailloux d'argent accompagnée d'un cep de vigne au naturel en chef et d'un dé d'azur en pointe. |
| Blason de Chaudeney-sur-Moselle | Détails | Adopté en 1983. |